# Liste de survival horror
La liste de survival horror répertorie les jeux vidéo de type survival horror, classés par ordre alphabétique.
- Haut – A
- B
- C
- D
- E
- F
- G
- H
- I
- J
- K
- L
- M
- N
- O
- P
- Q
- R
- S
- T
- U
- V
- W
- X
- Y
- Z

## A
- A Quiet Place: The Road Ahead ;
- Afterfall: Insanity (en) ;
- Alan Wake ;
- Alan Wake 2 ;
- Alan Wake's American Nightmare ;
- Aliens versus Predator 2 ;
- Aliens vs. Predator ;
- Alien: Isolation ;
- Alone in the Dark (1992) ;
- Alone in the Dark (2008) ;
- Alone in the Dark (2024) ;
- Alone in the Dark 2 ;
- Alone in the Dark 3 ;
- Alone in the Dark: Illumination ;
- Alone in the Dark: The New Nightmare ;
- Amnesia: A Machine for Pigs ;
- Amnesia: The Bunker ;
- Amnesia: The Dark Descent ;
- Amnesia: Rebirth ;
- Among the Sleep ;
- Amy.

## B
- Baldi's Basics in Education and Learning ;
- Bendy and the Ink Machine ;
- BioShock ;
- Blair Witch Volume I: Rustin Parr (en) ;
- Blair Witch Volume II: The Legend of Coffin Rock (en) ;
- Blair Witch Volume III: The Elly Kedward Tale (en) ;
- Blair Witch ;
- Blood ;
- Blood II: The Chosen ;
- Blue Stinger.

## C
- Calling ;
- Call of Cthulhu: The Official Video Game ;
- Call of Cthulhu: Dark Corners of the Earth ;
- Carrier (en) ;
- CastleMiner Z ;
- Chaos Break  ;
- Choo-Choo Charles ;
- Clock Tower ;
- Clock Tower 2 ;
- Clock Tower II: The Struggle Within ;
- Clock Tower 3 ;
- Clive Barker's Jericho ;
- Cold Fear ;
- Condemned 2: Bloodshot ;
- Condemned: Criminal Origins ;
- Content Warning ;
- Countdown Vampires (en) ;
- Crow Country (en) ;
- Crying Is Not Enough (en) ;
- Cry of Fear (en) ;
- Cryostasis: Sleep of Reason ;
- Curse: The Eye of Isis ;
- Cursed Mountain (en).

## D
- D ;
- D2 ;
- Daymare: 1994 Sandcastle (en) ;
- Daymare: 1998 ;
- Dark Sector ;
- Darkwood ;
- Daylight ;
- Days Gone ;
- Dead Island ;
- Dead Island 2 ;
- Dead Island: Riptide ;
- Dead Rising ;
- Dead Rising 2 ;
- Dead Rising 2: Off the Record ;
- Dead Rising 3 ;
- Dead Rising 4 ;
- Dead Rising ;
- Dead Space ;
- Dead Space 2 ;
- Dead Space 3 ;
- Dead Space: Extraction ;
- Dead Space (2023) ;
- Dead by Daylight ;
- Deadly Creatures ;
- Deadly Premonition ;
- Deadly Premonition 2: A Blessing in Disguise ;
- Dead Static Drive ;
- Dead State (en) ;
- Deep Fear ;
- Dementium : L'Asile ;
- Dementium II ;
- Detention ;
- Devotion ;
- Dino Crisis ;
- Dino Crisis 2 ;
- Dino Crisis 3 ;
- Doctor Hauzer (en) ;
- Doom 3 ;
- DreadOut ;
- Dying Light ;
- The Following ;
- Dying Light 2: Stay Human.

## E
- Emily Wants to Play (en) ;
- Emily Wants to Play Too (en) ;
- Enemy Zero ;
- Escape Dead Island ;
- Escape from Bug Island! ;
- Eternal Darkness: Sanity's Requiem ;
- Evil Dead: Hail to the King ;
- Extermination.

## F
- Faith: The Unholy Trinity (en) ;
- FEAR 3 ;
- Fear & Hunger ;
- Fear Effect 2: Retro Helix ;
- Five Nights at Freddy's ;
- Five Nights at Freddy's 2 ;
- Five Nights at Freddy's 3 ;
- Five Nights at Freddy's 4 ;
- Five Nights at Freddy's: Sister Location ;
- Five Nights at Freddy's VR: Help Wanted ;
- Five Nights at Freddy's: Security Breach ;
- Five Night at Freddy's : Ultimate Custom Night ;
- Freddy Fazbear's Pizzeria Simulator ;
- Forbidden Siren ;
- Forbidden Siren 2 ;
- Forgotten Memories: Alternate Realities ;
- Friday the 13th (1989) ;
- Friday the 13th, le jeu (2017).

## G
- Gakkou de atta Kowai Hanashi (en) ;
- Galerians ;
- Galerians: Ash ;
- Gloomwood (en) ;
- Gregory Horror Show (en) ;
- GTFO ;
- Gylt (en).

## H
- Haunted House ;
- Haunting Ground ;
- Heartworm (en) ;
- Hellnight ;
- Hello Neighbor ;
- Hello Neighbor 2 (en) ;
- Hunt: Showdown ;
- Hydrophobia.

## I
- Illbleed (en) ;
- Infestation ;
- Infestation: Origins (en).

## J
- Jack in the Dark ;
- Ju-on: The Grudge.

## K
- Kabus 22 (en) ;
- Killer Klowns from Outer Space: The Game (en) ;
- Killing Floor ;
- Killing Floor 2 ;
- Knock-Knock (en) ;
- Kuon.

## L
- Laplace no Ma (en) ;
- Last Year: The Nightmare ;
- Layers of Fear ;
- Left 4 Dead ;
- Left 4 Dead 2 ;
- Lethal Company ;
- Lethe – Episode One (en) ;
- Lifeline (en) ;
- LIT ;
- Lone Survivor ;
- Lucius.

## M
- MADiSON ;
- Manhunt ;
- Martha Is Dead ;
- Martian Gothic: Unification (en) ;
- Metro 2033 ;
- Metro Exodus ;
- Metro: Last Light ;
- Michigan: Report from Hell ;
- Monster House (en) ;
- Michigan: Report from Hell ;
- My Friendly Neighborhood (en).

## N
- Nanashi no Game ;
- NightCry ;
- Nightfall: Escape (en) ;
- Nightmare Creatures ;
- Nightmare Creatures II ;
- Noct (en) ;
- Nocturne ;
- Nosferatu: The Wrath of Malachi.

## O
- Obscure ;
- Obscure 2 ;
- Observer ;
- Outlast ;
- Outlast 2 ;
- Outlast: Whistleblower ;
- OverBlood ;
- Overkill's The Walking Dead (en).

## P
- P.T. ;
- Parasite Eve ;
- Parasite Eve II ;
- Penumbra: Black Plague ;
- Penumbra: Overture ;
- Penumbra: Requiem ;
- Perception ;
- Phasmophobia ;
- Poppy Playtime (chapitre 1 et 2) ;
- Project Firestart ;
- Project Xenoclone ;
- Project Zero ;
- Project Zero 3: The Tormented ;
- Project Zero : La Prêtresse des Eaux noires ;
- Project Zero II: Crimson Butterfly ;
- Project Zero: Mask of the Lunar Eclipse ;
- Puppet Master: The Game (en).

## R
- Remothered: Broken Porcelain ;
- Remothered: Tormented Fathers (en) ;
- Resident Evil (1996) ;
- Resident Evil (2002) ;
- Resident Evil 2 ;
- Resident Evil 2 (2019) ;
- Resident Evil 3: Nemesis ;
- Resident Evil 3 (2020) ;
- Resident Evil 4 ;
- Resident Evil 5 ;
- Resident Evil 6 ;
- Resident Evil 7: Biohazard ;
- Resident Evil Gaiden ;
- Resident Evil: Operation Raccoon City ;
- Resident Evil Outbreak ;
- Resident Evil: Outbreak File 2 ;
- Resident Evil: Resistance ;
- Resident Evil: Survivor ;
- Resident Evil Zero ;
- Resident Evil: Code Veronica ;
- Resident Evil: Dead Aim ;
- Resident Evil: Deadly Silence ;
- Resident Evil: Operation Raccoon City ;
- Resident Evil: Revelations ;
- Resident Evil: Revelations 2 ;
- Resident Evil: The Darkside Chronicles ;
- Resident Evil: The Mercenaries 3D ;
- Resident Evil: The Umbrella Chronicles ;
- Resident Evil Village ;
- Rise of Nightmares ;
- Rule of Rose.

## S
- Sadness ;
- Saw ;
- Saw II: Flesh and Blood ;
- SCP: Containment Breach ;
- Shadows of the Damned ;
- Signalis ;
- Silence of the Sleep ;
- Silent Hill ;
- Silent Hill 2 ;
- Silent Hill 2 (2024) ;
- Silent Hill 3 ;
- Silent Hill 4: The Room ;
- Silent Hill: Downpour ;
- Silent Hill: Homecoming ;
- Silent Hill: Origins ;
- Silent Hill: Shattered Memories ;
- Silent Hills ;
- Sir, You Are Being Hunted ;
- Siren: Blood Curse ;
- Skyhill ;
- Slender: The Arrival ;
- Slender: The Eight Pages ;
- Soma ;
- Sons of the Forest ;
- Spirit Camera : Le Mémoire maudit ;
- Splatterhouse (jeu vidéo, 2010) ;
- STALKER: Shadow of Chernobyl ;
- STALKER: Call of Pripyat ;
- Still Wakes the Deep ;
- Sweet Home ;
- Sylvio (en) ;
- System Shock 2.

## T
- The Callisto Protocol ;
- The Casting of Frank Stone ;
- The Charnel House Trilogy (en) ;
- The Coma: Cutting Class (en) ;
- The Dark Pictures Anthology: The Devil in Me ;
- The Dark Pictures Anthology: House of Ashes ;
- The Dark Pictures Anthology: Little Hope ;
- The Dark Pictures Anthology: Man of Medan ;
- The Day Before ;
- The Evil Within ;
- The Evil Within 2 ;
- The Forest ;
- The House of the Dead ;
- The Inpatient (en) ;
- The Last of Us ;
- The Last of Us Part II ;
- The Last of Us: Left Behind ;
- The Note (en) ;
- The Outlast Trials ;
- The Park ;
- The Persistence (en) ;
- The Quarry ;
- The Rats (en) ;
- The Ring: Terror's Realm (en) ;
- The Sinking City 2 (en) ;
- The Suffering ;
- The Suffering : Les liens qui nous unissent ;
- The Texas Chain Saw Massacre ;
- The Thing ;
- The Void ;
- Tormented Souls (en) .

## U
- Une nuit en enfer ;
- Unforgiving: A Northern Hymn (en) ;
- Until Dawn ;
- Until Dawn: Rush of Blood.

## V
- Vampire Rain (en).

## W
- White Day: A Labyrinth Named School ;
- White Day: A Labyrinth Named School (en) (2015) ;
- White Night (en).

## X
- The X-Files: Resist or Serve.

## Y
- Yomawari: Midnight Shadows (en) ;
- Yuppie Psycho (en).

## Z
- ZombiU ;
- Zombi ;
- Zoochosis (en).

## *
- …Iru! ;
- 2Dark ;
- 7 Days to Die.